# Marcus Foligno
Marcus Foligno (* 10. August 1991 in Buffalo, New York) ist ein US-amerikanisch-kanadischer Eishockeyspieler, der seit Juni 2017 bei den Minnesota Wild in der National Hockey League unter Vertrag steht. Zuvor war der linke Flügelstürmer sechs Jahre in der Organisation der Buffalo Sabres aktiv.

## Karriere
Marcus Foligno wurde in Buffalo im US-Bundesstaat New York geboren. Da beide seiner Eltern die kanadische Staatsbürgerschaft besaßen, erhielt Foligno die doppelte Staatsbürgerschaft der Vereinigten Staaten und Kanadas. Foligno spielte als Junior für die Sudbury Wolves Bantam AAA und die Sudbury Nickel Capital Wolves in regionalen Spielklassen der Northern Ontario Hockey Association.

### Sudbury Wolves (2007–2011)
Marcus Folignos professionelle Spielerkarriere begann in der Saison 2007/08, nachdem er von den Sudbury Wolves in der zweiten Runde an insgesamt 39. Stelle in der OHL Priority Selection 2007 ausgewählt wurde. Am Ende seiner ersten Spielzeit für die Wolves in der Ontario Hockey League konnte Foligno in 66 Spielen fünf Tore und sechs Vorlagen für elf Scorerpunkte vorweisen. Foligno verbrachte in dieser Saison 38 Minuten auf der Strafbank.
In seiner zweiten OHL-Saison steigerte der kanadische Außenstürmer seine Ausbeute auf 30 Punkte, davon zwölf Tore. Durch eine härtere Spielweise erhöhten sich auch die Strafminuten, die Foligno absitzen musste, von 38 auf 96 Minuten. Foligno nahm 2009 am CHL Top Prospects Game im General Motors Centre in Oshawa teil. Am Ende der Spielzeit 2009/10 wies Foligno wiederum deutlich mehr Strafminuten auf. Die offensiven Erwartungen konnte der Kanadier in dieser Saison nur bedingt erfüllen; er erzielte zwei Treffer und sieben Vorlagen mehr als in der Vorsaison und schloss die Spielzeit dementsprechend mit insgesamt 39 Punkten ab.
In Folignos letzter Saison in der OHL, der Spielzeit 2010/11, konnte der Angreifer der Sudbury Wolves seine persönlichen Bestmarken in den offensiven Kategorien erreichen: Er schoss 22 Tore und gab 36 Vorlagen; damit war er drittbester Punktesammler der Wolves in dieser Saison. Seine 92 Strafminuten waren ebenfalls die drittmeisten des Teams. Aufgrund einer Knieverletzung konnte er in dieser Saison lediglich an 47 Spielen seines Teams teilnehmen.

### Buffalo Sabres (2011–2017)
Foligno unterzeichnete am 25. Mai 2011 einen Einstiegsvertrag bei den Buffalo Sabres aus der National Hockey League. Zunächst spielte er in der Saison 2011/12 für das Farmteam der Sabres, die Rochester Americans, in der American Hockey League und kam während dieser Zeit auf 55 Spiele, in denen er 14 Tore und 20 Vorlagen für sein Team beisteuern konnte.
Am 19. Dezember 2011 wurde der linke Flügelspieler von den Buffalo Sabres ins Team berufen und gab einen Tag später sein NHL-Debüt. In seinem zweiten NHL-Spiel, das er am 10. März 2012 absolvierte, schoss Marcus Foligno im letzten Drittel der Partie das erste Tor seiner NHL-Karriere. Der Gegner der Sabres waren die Ottawa Senators, das Team seines Bruders Nick Foligno.

### Minnesota Wild (seit 2017)
Nach sechs Jahren in Buffalo wurde Foligno im Juni 2017 samt Tyler Ennis und einem Drittrunden-Wahlrecht im NHL Entry Draft 2018 an die Minnesota Wild abgegeben. Im Gegenzug wechselten Jason Pominville, Marco Scandella und ein Viertrunden-Wahlrecht für den gleichen Draft nach Buffalo. Die Wild sicherten sich damit allerdings vorerst nur die Verhandlungsrechte an Foligno, dessen Vertrag zum 1. Juli 2017 ausläuft, sodass er von diesem Zeitpunkt an mit allen Teams der Liga in Verhandlungen treten könnte (unrestricted free agent). Schließlich unterzeichnete er in Minnesota einen neuen Vierjahresvertrag mit einem Gesamtvolumen von 11,5 Millionen US-Dollar, der im Januar 2021 vorzeitig um weitere drei Spielzeiten verlängert wurde, von Beginn der Saison 2021/22 an mit einem durchschnittlichen Jahresgehalt von 3,1 Millionen US-Dollar.

## Erfolge und Auszeichnungen
- 2009 CHL Top Prospects Game
- 2011 OHL Second All-Star-Team
- 2012 NHL-Rookie des Monats März

### International
- 2011 Silbermedaille bei der U20-Junioren-Weltmeisterschaft

## Karrierestatistik
Stand: Ende der Saison 2024/25

### International
Vertrat Kanada bei:
- U20-Junioren-Weltmeisterschaft 2011

(Legende zur Spielerstatistik: Sp oder GP = absolvierte Spiele; T oder G = erzielte Tore; V oder A = erzielte Assists; Pkt oder Pts = erzielte Scorerpunkte; SM oder PIM = erhaltene Strafminuten; +/− = Plus/Minus-Bilanz; PP = erzielte Überzahltore; SH = erzielte Unterzahltore; GW = erzielte Siegtore; 1 Play-downs/Relegation; Kursiv: Statistik nicht vollständig)

## Persönliches
Marcus Foligno kam als Sohn von Mike Foligno und Janis Foligno zur Welt. Sein Vater war Mannschaftskapitän der Buffalo Sabres in der NHL-Saison 1989/90. Sein Bruder Nick Foligno spielte bereits vier Jahre früher als Marcus in der NHL. Dieser spielt, genau wie Marcus, auf der Position des linken Flügelstürmers. Janis Foligno, Marcus Mutter, starb im Juli 2009 nach fünfjähriger Krankheit an Krebs.
Bei seinem Torjubel springt Marcus Foligno nach dem Vorbild seines Vaters Mike Foligno mit angezogenen Beinen in die Luft. Dieser Torjubel von Mike Foligno war bereits in dessen aktiver Profizeit als Foligno Leap (deutsch Foligno-Sprung) bekannt und wird auch von Marcus’ Bruder Nick Foligno bei erzielten Toren durchgeführt.